# Florenses
Florenses ou Florianos, do latim Floriacenses, é a designação dada a um ramo beneditino, tornado independente da Ordem de Cister, que seguia uma versão mais mística e mais contemplativa da vida monástica. 

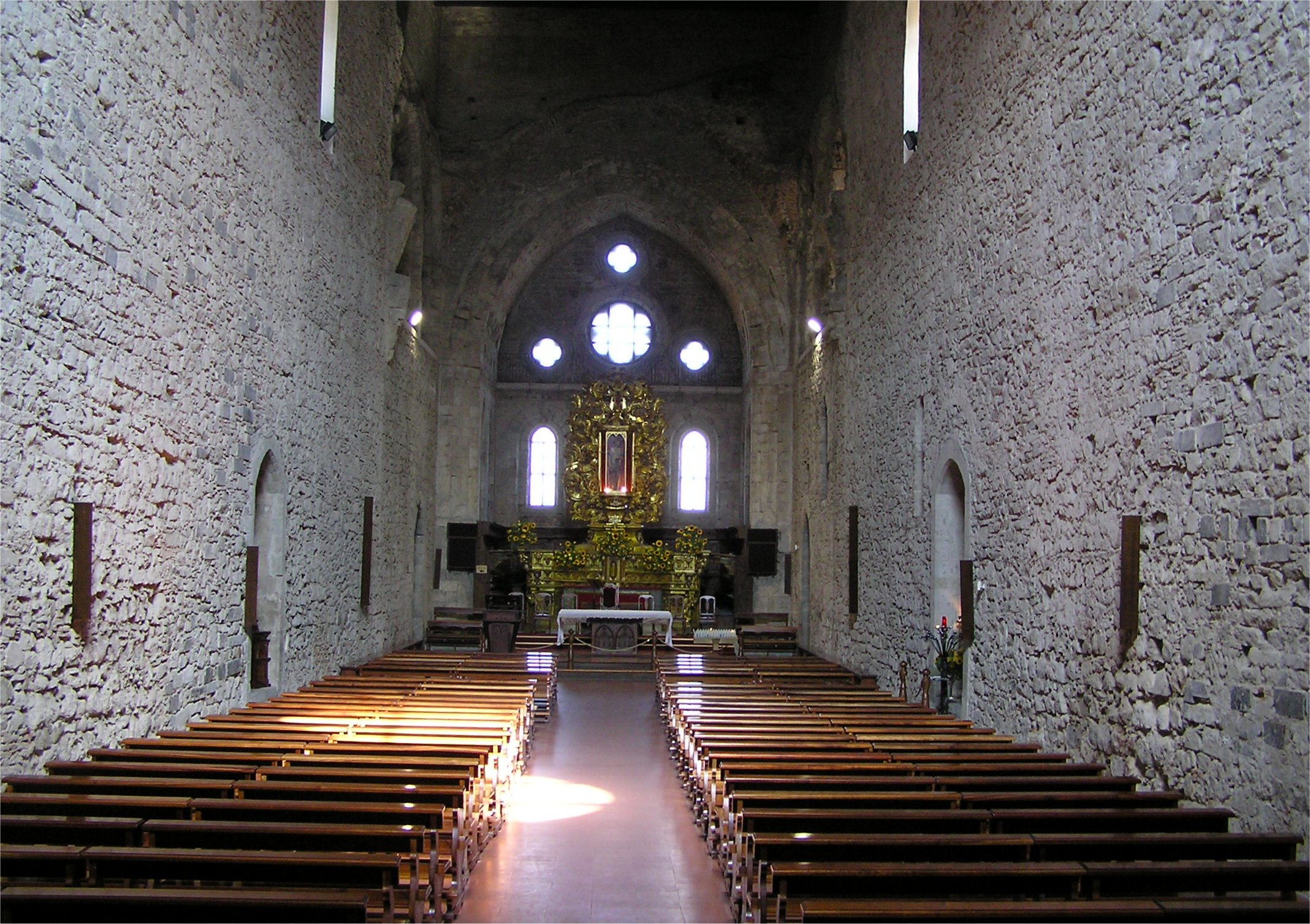
Interior da abadia florense de San Giovanni in Fiore, Calábria.

A Ordem dos Florenses (Ordo Floriacensis) foi fundada em 1189 pelo abade Joaquim de Fiore, ou Joaquim de Flora, na abadia de San Giovanni in Fiore. Os florenses derivam o nome do apelido do seu instituidor, que por sua vez era simplesmente conhecido por Gioacchino da Fiore, sendo Fiore o nome da localidade calabresa onde se localiza a abadia onde se recolheu. 
As constituições da Ordem, redigidas pelo instituidor e aprovadas, em 25 de agosto de 1196, pelo Papa Celestine III 1196 pelo papa Celestino III, preservavam os principais valores beneditinos na sua versão cisterciense, mas, para além de um breviário dispondo uma distribuição diferente dos ofícios divinos, as regras de vida eram mais rigorosas do que as observadas em Cîteaux: os florenses andavam descalços usando um hábito branco de tecido em extremo grosseiro.
Dada a fama do seu fundador e o impacto do joaquimismo, a Ordem expandiu-se rapidamente, atingindo os 35 conventos (aparentemente todos em Itália) e 4 mosteiros destinados a mulheres, seguindo a mesma regra.
Também foi importante para o crescimento da ordem o apoio econômico do Imperador Henrique VI do Sacro Império Romano-Germânico, que considerava Joaquim como um venerável abade.
O objetivo era constituir: um pequeno e pobre rebanho de companheiros, desapegado do mundo em busca da sobriedade.
Por outro lado, os cistercienses não viam com bons olhos a cisão, que somente conseguiu aprovação papal devido à proteção de Henrique VI .
A partir de 1470 o governo das abadias foi confiado a comendatários, iniciando um rápido declínio da Ordem. Em 1505 a Abadia de San Giovanni de Fiore, e os seus conventos subordinados, foi incorporada na Ordem de Cister, seguindo-se em 1515 a união dos restantes conventos com a Grande Cartuxa ou com os dominicanos. Por volta de 1570 a Ordem Florense tinha deixado de existir e os florenses tinham passado à história.
A inspiração joaquimita contudo sobreviveu nos chamados Franciscanos Espirituais, um ramo franciscano que se expandiu para a Península Ibérica, tendo grande influência em Portugal. Graças à influência destes franciscanos, o culto do Divino Espírito Santo e a crença no seu Império terreno ainda se mantém nos Açores.